# Ottawa (Bas-Canada)
Pour les articles homonymes, voir Ottawa.
Ottawa est un district électoral de la Chambre d'assemblée du Bas-Canada ayant existé de 1830 à 1838.

## Histoire
Le district est créé lors de la refonte de la carte électorale de 1829 par division du district de York. Un second siège est accordé au district en 1832. Il est suspendu de 1838 à 1841 en raison de la rébellion des Patriotes.

## Liste des députés

### Siègeno1
| Années | Années      | Député          | Parti       |
| ------ | ----------- | --------------- | ----------- |
|        | 1830 - 1834 | Philemon Wright | Indépendant |
|        | 1834 - 1838 | Baxter Bowman   | Bureaucrate |

### Siègeno2
| Années | Années      | Député          | Parti       |
| ------ | ----------- | --------------- | ----------- |
|        | 1832 - 1834 | Theodore Davis  | Bureaucrate |
|        | 1834 - 1838 | James Blackburn | Bureaucrate |